# Titularbistum Vergi
Das Titularbistum Vergi ist ein römisch-katholisches Titularbistum Nahe Sevilla, Spanien.
| Titularbischöfe von Vergi |                                 |                                                  |                   |                  |
| Nr.                       | Name                            | Amt                                              | von               | bis              |
| 1                         | Angelo Calabretta               | emeritierter Bischof von Noto (Italien)          | 27. Juni 1970     | 4. Januar 1975   |
| 2                         | Paul Marie Nguyên Minh Nhât     | Koadjutorbischof von Xuân (Vietnam)              | 16. Juli 1975     | 22. Februar 1988 |
| 3                         | Antonín Liška CSsR              | Weihbischof in Prag (Tschechien)                 | 19. Mai 1988      | 28. August 1991  |
| 4                         | Gerhard Jakob                   | Weihbischof in Trier (Deutschland)               | 12. Dezember 1993 | 4. Mai 1998      |
| 5                         | Salvador Emilio Riverón Cortina | Weihbischof in San Cristóbal de la Habana (Kuba) | 24. April 1999    | 22. Februar 2004 |
| 6                         | Ángel Rubio Castro              | Weihbischof in Toledo (Spanien)                  | 21. Oktober 2004  | 3. November 2007 |
| 7                         | Santiago Gómez Sierra           | Weihbischof in Sevilla (Spanien)                 | 18. Dezember 2010 | 15. Juni 2020    |
| 8                         | Francisco José Prieto Fernández | Weihbischof in Santiago de Compostela (Spanien)  | 28. Januar 2021   | 1. April 2023    |
| 9                         | José Antonio Álvarez Sánchez    | Weihbischof in Madrid (Spanien)                  | 23. April 2024    |                  |